# Luis Rodríguez-Varela
Luis Manuel Valentín Rodríguez-Varela y Sancena, escritor filipino del siglo XIX, criollo de origen español, se autoproclamó Conde Filipino. Su obra más importante es El parnaso filipino, publicada en Sampáloc en 1814.

## Biografía
Educado en Francia, publicó una serie de libros inspirados en la Ilustración y la Revolución francesa. Reclamó la apertura de las escuelas para los más pobres, y la creación de facultades de farmacia, matemáticas y navegación. 
Exigió la limitación de la actividad económica de los comerciantes chinos y formó una sociedad para promover intereses económicos indígenas.
Sus extravagantes reivindicaciones, coincidentes con la revolución de las colonias americanas, provocaron que las autoridades lo deportaran a España en 1823.
Su libro fue principalmente una defensa de los criollos españoles, y completamente absurdo en sus reclamaciones.
Se autocalificó de "patriota filipino que habla con su pueblo y dentro de la misma patria". Algunos lo califican de "precursor de la política redentorista" y de "laborante" en defensa de los indígenas, pero vemos más bien a este pintoresco personaje como quien instiga a los filipinos a imitar a los españoles, a luchar por ellos, por ser sus Padres y Amigros, agradecerles una política indigenista tan favorable, etc.